# Liga Europei Centrale (feminin)
Liga Europei Centrale la baschet feminin este o competiție europeana in care sunt angrenate echipe din Austria, Belgia, Republica Cehă, Germania, România, Slovacia și Slovenia.

## Istorie
Liga s-a desfășurat consecutiv în fiecare an din 1998 până în 2019, înainte ca pandemia Covid 19 să anuleze turneul până în 2024, liga a fost reînființată.